# 小笠原諸島振興開発特別措置法
小笠原諸島振興開発特別措置法（おがさわらしょとうしんこうかいはつとくべつそちほう、昭和44年12月8日法律第79号）は、小笠原諸島振興開発に関する日本の法律である。
1969年（昭和44年）12月8日に公布された。

## 概要
小笠原諸島の自立的発展並びに住民生活の安定及び福祉の向上を目的としている。
国が開発基本方針、東京都が開発計画を定めることを規定している。
また旧島民の帰島における税制上の優遇や自治体が行う小笠原諸島の関連事業について公共事業に係る補助率かさ上げや予算枠確保の弾力的運用など特別の助成を規定している。

## 経緯
1969年の制定時の当初の題名は「小笠原諸島復興特別措置法」だったが、1979年に「小笠原諸島振興特別措置法」に改題され、1989年に現在の「小笠原諸島振興開発特別措置法」に改題されている。

## 指定離島
2016年4月1日現在、4島が指定されている。
父島、母島、硫黄島、南鳥島（うち硫黄島・南鳥島には登録住民がいないが、居住者がいる）